# Новотного перекриття німецьке
Перекриття́ Новотного німе́цьке — ідея в шаховій композиції. Суть ідеї — одна із форм перекриття Новотного, де тематичні фігури, які будуть перекриті, приходять на тематичні лінії після ходу на критичне поле білої фігури.

## Історія
Ця ідея може розглядатись як різновид вираження перекриття Новотного. Цей задум дещо відмінний від базового класичного перекриття Новотного.
Ідея чеського проблеміста Антоніна Новотного (22.08.1827 — 09.03.1871) зацікавила шахових композиторів з Німеччини, і при вираженні його ідеї знайшли інший підхід для втілення в задачі його задуму.
В задачі в початковій позиції тематичні лінійні фігури стоять осторонь тематичних стратегічних ліній, на які вони приходять лише після ходу жертовної фігури на критичне поле (поле перетину цих ліній). Зважаючи на те, що потрібно більше ходів для тематичних фігур, щоб створити потім перекриття, задум можна втілити лише в задачах у три і більше ходів.
Ідею запропонували німецькі проблемісти, від чого вона дістала назву — перекриття Новотного німецьке.
|   | a | b | c | d | e | f | g | h |   |
| 8 | h8 чорний король · c7 біла тура · d6 білий король · d5 чорний пішак · g5 білий пішак · h5 білий кінь · d4 білий кінь · b3 чорний пішак · e3 чорний пішак · h3 чорний пішак · a2 чорний слон · f2 чорний пішак · f1 чорна тура | h8 чорний король · c7 біла тура · d6 білий король · d5 чорний пішак · g5 білий пішак · h5 білий кінь · d4 білий кінь · b3 чорний пішак · e3 чорний пішак · h3 чорний пішак · a2 чорний слон · f2 чорний пішак · f1 чорна тура | h8 чорний король · c7 біла тура · d6 білий король · d5 чорний пішак · g5 білий пішак · h5 білий кінь · d4 білий кінь · b3 чорний пішак · e3 чорний пішак · h3 чорний пішак · a2 чорний слон · f2 чорний пішак · f1 чорна тура | h8 чорний король · c7 біла тура · d6 білий король · d5 чорний пішак · g5 білий пішак · h5 білий кінь · d4 білий кінь · b3 чорний пішак · e3 чорний пішак · h3 чорний пішак · a2 чорний слон · f2 чорний пішак · f1 чорна тура | h8 чорний король · c7 біла тура · d6 білий король · d5 чорний пішак · g5 білий пішак · h5 білий кінь · d4 білий кінь · b3 чорний пішак · e3 чорний пішак · h3 чорний пішак · a2 чорний слон · f2 чорний пішак · f1 чорна тура | h8 чорний король · c7 біла тура · d6 білий король · d5 чорний пішак · g5 білий пішак · h5 білий кінь · d4 білий кінь · b3 чорний пішак · e3 чорний пішак · h3 чорний пішак · a2 чорний слон · f2 чорний пішак · f1 чорна тура | h8 чорний король · c7 біла тура · d6 білий король · d5 чорний пішак · g5 білий пішак · h5 білий кінь · d4 білий кінь · b3 чорний пішак · e3 чорний пішак · h3 чорний пішак · a2 чорний слон · f2 чорний пішак · f1 чорна тура | h8 чорний король · c7 біла тура · d6 білий король · d5 чорний пішак · g5 білий пішак · h5 білий кінь · d4 білий кінь · b3 чорний пішак · e3 чорний пішак · h3 чорний пішак · a2 чорний слон · f2 чорний пішак · f1 чорна тура | 8 |
| 7 | h8 чорний король · c7 біла тура · d6 білий король · d5 чорний пішак · g5 білий пішак · h5 білий кінь · d4 білий кінь · b3 чорний пішак · e3 чорний пішак · h3 чорний пішак · a2 чорний слон · f2 чорний пішак · f1 чорна тура | h8 чорний король · c7 біла тура · d6 білий король · d5 чорний пішак · g5 білий пішак · h5 білий кінь · d4 білий кінь · b3 чорний пішак · e3 чорний пішак · h3 чорний пішак · a2 чорний слон · f2 чорний пішак · f1 чорна тура | h8 чорний король · c7 біла тура · d6 білий король · d5 чорний пішак · g5 білий пішак · h5 білий кінь · d4 білий кінь · b3 чорний пішак · e3 чорний пішак · h3 чорний пішак · a2 чорний слон · f2 чорний пішак · f1 чорна тура | h8 чорний король · c7 біла тура · d6 білий король · d5 чорний пішак · g5 білий пішак · h5 білий кінь · d4 білий кінь · b3 чорний пішак · e3 чорний пішак · h3 чорний пішак · a2 чорний слон · f2 чорний пішак · f1 чорна тура | h8 чорний король · c7 біла тура · d6 білий король · d5 чорний пішак · g5 білий пішак · h5 білий кінь · d4 білий кінь · b3 чорний пішак · e3 чорний пішак · h3 чорний пішак · a2 чорний слон · f2 чорний пішак · f1 чорна тура | h8 чорний король · c7 біла тура · d6 білий король · d5 чорний пішак · g5 білий пішак · h5 білий кінь · d4 білий кінь · b3 чорний пішак · e3 чорний пішак · h3 чорний пішак · a2 чорний слон · f2 чорний пішак · f1 чорна тура | h8 чорний король · c7 біла тура · d6 білий король · d5 чорний пішак · g5 білий пішак · h5 білий кінь · d4 білий кінь · b3 чорний пішак · e3 чорний пішак · h3 чорний пішак · a2 чорний слон · f2 чорний пішак · f1 чорна тура | h8 чорний король · c7 біла тура · d6 білий король · d5 чорний пішак · g5 білий пішак · h5 білий кінь · d4 білий кінь · b3 чорний пішак · e3 чорний пішак · h3 чорний пішак · a2 чорний слон · f2 чорний пішак · f1 чорна тура | 7 |
| 6 | h8 чорний король · c7 біла тура · d6 білий король · d5 чорний пішак · g5 білий пішак · h5 білий кінь · d4 білий кінь · b3 чорний пішак · e3 чорний пішак · h3 чорний пішак · a2 чорний слон · f2 чорний пішак · f1 чорна тура | h8 чорний король · c7 біла тура · d6 білий король · d5 чорний пішак · g5 білий пішак · h5 білий кінь · d4 білий кінь · b3 чорний пішак · e3 чорний пішак · h3 чорний пішак · a2 чорний слон · f2 чорний пішак · f1 чорна тура | h8 чорний король · c7 біла тура · d6 білий король · d5 чорний пішак · g5 білий пішак · h5 білий кінь · d4 білий кінь · b3 чорний пішак · e3 чорний пішак · h3 чорний пішак · a2 чорний слон · f2 чорний пішак · f1 чорна тура | h8 чорний король · c7 біла тура · d6 білий король · d5 чорний пішак · g5 білий пішак · h5 білий кінь · d4 білий кінь · b3 чорний пішак · e3 чорний пішак · h3 чорний пішак · a2 чорний слон · f2 чорний пішак · f1 чорна тура | h8 чорний король · c7 біла тура · d6 білий король · d5 чорний пішак · g5 білий пішак · h5 білий кінь · d4 білий кінь · b3 чорний пішак · e3 чорний пішак · h3 чорний пішак · a2 чорний слон · f2 чорний пішак · f1 чорна тура | h8 чорний король · c7 біла тура · d6 білий король · d5 чорний пішак · g5 білий пішак · h5 білий кінь · d4 білий кінь · b3 чорний пішак · e3 чорний пішак · h3 чорний пішак · a2 чорний слон · f2 чорний пішак · f1 чорна тура | h8 чорний король · c7 біла тура · d6 білий король · d5 чорний пішак · g5 білий пішак · h5 білий кінь · d4 білий кінь · b3 чорний пішак · e3 чорний пішак · h3 чорний пішак · a2 чорний слон · f2 чорний пішак · f1 чорна тура | h8 чорний король · c7 біла тура · d6 білий король · d5 чорний пішак · g5 білий пішак · h5 білий кінь · d4 білий кінь · b3 чорний пішак · e3 чорний пішак · h3 чорний пішак · a2 чорний слон · f2 чорний пішак · f1 чорна тура | 6 |
| 5 | h8 чорний король · c7 біла тура · d6 білий король · d5 чорний пішак · g5 білий пішак · h5 білий кінь · d4 білий кінь · b3 чорний пішак · e3 чорний пішак · h3 чорний пішак · a2 чорний слон · f2 чорний пішак · f1 чорна тура | h8 чорний король · c7 біла тура · d6 білий король · d5 чорний пішак · g5 білий пішак · h5 білий кінь · d4 білий кінь · b3 чорний пішак · e3 чорний пішак · h3 чорний пішак · a2 чорний слон · f2 чорний пішак · f1 чорна тура | h8 чорний король · c7 біла тура · d6 білий король · d5 чорний пішак · g5 білий пішак · h5 білий кінь · d4 білий кінь · b3 чорний пішак · e3 чорний пішак · h3 чорний пішак · a2 чорний слон · f2 чорний пішак · f1 чорна тура | h8 чорний король · c7 біла тура · d6 білий король · d5 чорний пішак · g5 білий пішак · h5 білий кінь · d4 білий кінь · b3 чорний пішак · e3 чорний пішак · h3 чорний пішак · a2 чорний слон · f2 чорний пішак · f1 чорна тура | h8 чорний король · c7 біла тура · d6 білий король · d5 чорний пішак · g5 білий пішак · h5 білий кінь · d4 білий кінь · b3 чорний пішак · e3 чорний пішак · h3 чорний пішак · a2 чорний слон · f2 чорний пішак · f1 чорна тура | h8 чорний король · c7 біла тура · d6 білий король · d5 чорний пішак · g5 білий пішак · h5 білий кінь · d4 білий кінь · b3 чорний пішак · e3 чорний пішак · h3 чорний пішак · a2 чорний слон · f2 чорний пішак · f1 чорна тура | h8 чорний король · c7 біла тура · d6 білий король · d5 чорний пішак · g5 білий пішак · h5 білий кінь · d4 білий кінь · b3 чорний пішак · e3 чорний пішак · h3 чорний пішак · a2 чорний слон · f2 чорний пішак · f1 чорна тура | h8 чорний король · c7 біла тура · d6 білий король · d5 чорний пішак · g5 білий пішак · h5 білий кінь · d4 білий кінь · b3 чорний пішак · e3 чорний пішак · h3 чорний пішак · a2 чорний слон · f2 чорний пішак · f1 чорна тура | 5 |
| 4 | h8 чорний король · c7 біла тура · d6 білий король · d5 чорний пішак · g5 білий пішак · h5 білий кінь · d4 білий кінь · b3 чорний пішак · e3 чорний пішак · h3 чорний пішак · a2 чорний слон · f2 чорний пішак · f1 чорна тура | h8 чорний король · c7 біла тура · d6 білий король · d5 чорний пішак · g5 білий пішак · h5 білий кінь · d4 білий кінь · b3 чорний пішак · e3 чорний пішак · h3 чорний пішак · a2 чорний слон · f2 чорний пішак · f1 чорна тура | h8 чорний король · c7 біла тура · d6 білий король · d5 чорний пішак · g5 білий пішак · h5 білий кінь · d4 білий кінь · b3 чорний пішак · e3 чорний пішак · h3 чорний пішак · a2 чорний слон · f2 чорний пішак · f1 чорна тура | h8 чорний король · c7 біла тура · d6 білий король · d5 чорний пішак · g5 білий пішак · h5 білий кінь · d4 білий кінь · b3 чорний пішак · e3 чорний пішак · h3 чорний пішак · a2 чорний слон · f2 чорний пішак · f1 чорна тура | h8 чорний король · c7 біла тура · d6 білий король · d5 чорний пішак · g5 білий пішак · h5 білий кінь · d4 білий кінь · b3 чорний пішак · e3 чорний пішак · h3 чорний пішак · a2 чорний слон · f2 чорний пішак · f1 чорна тура | h8 чорний король · c7 біла тура · d6 білий король · d5 чорний пішак · g5 білий пішак · h5 білий кінь · d4 білий кінь · b3 чорний пішак · e3 чорний пішак · h3 чорний пішак · a2 чорний слон · f2 чорний пішак · f1 чорна тура | h8 чорний король · c7 біла тура · d6 білий король · d5 чорний пішак · g5 білий пішак · h5 білий кінь · d4 білий кінь · b3 чорний пішак · e3 чорний пішак · h3 чорний пішак · a2 чорний слон · f2 чорний пішак · f1 чорна тура | h8 чорний король · c7 біла тура · d6 білий король · d5 чорний пішак · g5 білий пішак · h5 білий кінь · d4 білий кінь · b3 чорний пішак · e3 чорний пішак · h3 чорний пішак · a2 чорний слон · f2 чорний пішак · f1 чорна тура | 4 |
| 3 | h8 чорний король · c7 біла тура · d6 білий король · d5 чорний пішак · g5 білий пішак · h5 білий кінь · d4 білий кінь · b3 чорний пішак · e3 чорний пішак · h3 чорний пішак · a2 чорний слон · f2 чорний пішак · f1 чорна тура | h8 чорний король · c7 біла тура · d6 білий король · d5 чорний пішак · g5 білий пішак · h5 білий кінь · d4 білий кінь · b3 чорний пішак · e3 чорний пішак · h3 чорний пішак · a2 чорний слон · f2 чорний пішак · f1 чорна тура | h8 чорний король · c7 біла тура · d6 білий король · d5 чорний пішак · g5 білий пішак · h5 білий кінь · d4 білий кінь · b3 чорний пішак · e3 чорний пішак · h3 чорний пішак · a2 чорний слон · f2 чорний пішак · f1 чорна тура | h8 чорний король · c7 біла тура · d6 білий король · d5 чорний пішак · g5 білий пішак · h5 білий кінь · d4 білий кінь · b3 чорний пішак · e3 чорний пішак · h3 чорний пішак · a2 чорний слон · f2 чорний пішак · f1 чорна тура | h8 чорний король · c7 біла тура · d6 білий король · d5 чорний пішак · g5 білий пішак · h5 білий кінь · d4 білий кінь · b3 чорний пішак · e3 чорний пішак · h3 чорний пішак · a2 чорний слон · f2 чорний пішак · f1 чорна тура | h8 чорний король · c7 біла тура · d6 білий король · d5 чорний пішак · g5 білий пішак · h5 білий кінь · d4 білий кінь · b3 чорний пішак · e3 чорний пішак · h3 чорний пішак · a2 чорний слон · f2 чорний пішак · f1 чорна тура | h8 чорний король · c7 біла тура · d6 білий король · d5 чорний пішак · g5 білий пішак · h5 білий кінь · d4 білий кінь · b3 чорний пішак · e3 чорний пішак · h3 чорний пішак · a2 чорний слон · f2 чорний пішак · f1 чорна тура | h8 чорний король · c7 біла тура · d6 білий король · d5 чорний пішак · g5 білий пішак · h5 білий кінь · d4 білий кінь · b3 чорний пішак · e3 чорний пішак · h3 чорний пішак · a2 чорний слон · f2 чорний пішак · f1 чорна тура | 3 |
| 2 | h8 чорний король · c7 біла тура · d6 білий король · d5 чорний пішак · g5 білий пішак · h5 білий кінь · d4 білий кінь · b3 чорний пішак · e3 чорний пішак · h3 чорний пішак · a2 чорний слон · f2 чорний пішак · f1 чорна тура | h8 чорний король · c7 біла тура · d6 білий король · d5 чорний пішак · g5 білий пішак · h5 білий кінь · d4 білий кінь · b3 чорний пішак · e3 чорний пішак · h3 чорний пішак · a2 чорний слон · f2 чорний пішак · f1 чорна тура | h8 чорний король · c7 біла тура · d6 білий король · d5 чорний пішак · g5 білий пішак · h5 білий кінь · d4 білий кінь · b3 чорний пішак · e3 чорний пішак · h3 чорний пішак · a2 чорний слон · f2 чорний пішак · f1 чорна тура | h8 чорний король · c7 біла тура · d6 білий король · d5 чорний пішак · g5 білий пішак · h5 білий кінь · d4 білий кінь · b3 чорний пішак · e3 чорний пішак · h3 чорний пішак · a2 чорний слон · f2 чорний пішак · f1 чорна тура | h8 чорний король · c7 біла тура · d6 білий король · d5 чорний пішак · g5 білий пішак · h5 білий кінь · d4 білий кінь · b3 чорний пішак · e3 чорний пішак · h3 чорний пішак · a2 чорний слон · f2 чорний пішак · f1 чорна тура | h8 чорний король · c7 біла тура · d6 білий король · d5 чорний пішак · g5 білий пішак · h5 білий кінь · d4 білий кінь · b3 чорний пішак · e3 чорний пішак · h3 чорний пішак · a2 чорний слон · f2 чорний пішак · f1 чорна тура | h8 чорний король · c7 біла тура · d6 білий король · d5 чорний пішак · g5 білий пішак · h5 білий кінь · d4 білий кінь · b3 чорний пішак · e3 чорний пішак · h3 чорний пішак · a2 чорний слон · f2 чорний пішак · f1 чорна тура | h8 чорний король · c7 біла тура · d6 білий король · d5 чорний пішак · g5 білий пішак · h5 білий кінь · d4 білий кінь · b3 чорний пішак · e3 чорний пішак · h3 чорний пішак · a2 чорний слон · f2 чорний пішак · f1 чорна тура | 2 |
| 1 | h8 чорний король · c7 біла тура · d6 білий король · d5 чорний пішак · g5 білий пішак · h5 білий кінь · d4 білий кінь · b3 чорний пішак · e3 чорний пішак · h3 чорний пішак · a2 чорний слон · f2 чорний пішак · f1 чорна тура | h8 чорний король · c7 біла тура · d6 білий король · d5 чорний пішак · g5 білий пішак · h5 білий кінь · d4 білий кінь · b3 чорний пішак · e3 чорний пішак · h3 чорний пішак · a2 чорний слон · f2 чорний пішак · f1 чорна тура | h8 чорний король · c7 біла тура · d6 білий король · d5 чорний пішак · g5 білий пішак · h5 білий кінь · d4 білий кінь · b3 чорний пішак · e3 чорний пішак · h3 чорний пішак · a2 чорний слон · f2 чорний пішак · f1 чорна тура | h8 чорний король · c7 біла тура · d6 білий король · d5 чорний пішак · g5 білий пішак · h5 білий кінь · d4 білий кінь · b3 чорний пішак · e3 чорний пішак · h3 чорний пішак · a2 чорний слон · f2 чорний пішак · f1 чорна тура | h8 чорний король · c7 біла тура · d6 білий король · d5 чорний пішак · g5 білий пішак · h5 білий кінь · d4 білий кінь · b3 чорний пішак · e3 чорний пішак · h3 чорний пішак · a2 чорний слон · f2 чорний пішак · f1 чорна тура | h8 чорний король · c7 біла тура · d6 білий король · d5 чорний пішак · g5 білий пішак · h5 білий кінь · d4 білий кінь · b3 чорний пішак · e3 чорний пішак · h3 чорний пішак · a2 чорний слон · f2 чорний пішак · f1 чорна тура | h8 чорний король · c7 біла тура · d6 білий король · d5 чорний пішак · g5 білий пішак · h5 білий кінь · d4 білий кінь · b3 чорний пішак · e3 чорний пішак · h3 чорний пішак · a2 чорний слон · f2 чорний пішак · f1 чорна тура | h8 чорний король · c7 біла тура · d6 білий король · d5 чорний пішак · g5 білий пішак · h5 білий кінь · d4 білий кінь · b3 чорний пішак · e3 чорний пішак · h3 чорний пішак · a2 чорний слон · f2 чорний пішак · f1 чорна тура | 1 |
|   | a | b | c | d | e | f | g | h |   |

1. g6?  ~ 2. Tc8#, 1. ... Tc1! 
1. Sf6? ~ 2. Th7#, 1. ... Lb1!
1. Sc2! ~ 2. g6, Sf6 ~ 3. Tc8, Th7#
1. ... Lb1 2. g6  L:c2 3. Tc8#
1. ... Tc1 2. Sf6 T:c2 3. Th7#